# Anaskopora doliaris
Anaskopora doliaris is een mosdiertjessoort uit de familie van de Cribrilinidae. De wetenschappelijke naam van de soort is, als Cellepora doliaris, voor het eerst geldig gepubliceerd in 1909 door Maplestone.